# Ciccio perdona... Io no!
Ciccio perdona... Io no! è un film italiano del 1968 diretto da Marcello Ciorciolini.
Il film ha come protagonista il duo comico Franco e Ciccio. Il titolo è una parodia del film Dio perdona... io no!, mentre la trama si rifà al film Fra Diavolo.

## Trama
Il bandito El Diablo, per nascondere l'oro che ha rubato da una banca, decide di fonderlo e trasformalo in un carro. Dopo averlo mimetizzato, si incammina verso il rifugio più vicino. Durante il tragitto però i due ladri di cavalli Franco e Ciccio gli rubano, con uno stratagemma, il carro e, ignorando l'identità del derubato, ma soprattutto il valore del carro, provano a rivenderlo.
Quando vengono raggiunti da El Diablo questi, molto arrabbiato, tenta di strangolarli. Per loro fortuna arriva anche l'esercito e El Diablo, temendo di essere riconosciuto, rivela ai militari che El Diablo è morto per merito dei due furfanti. Franco e Ciccio diventano allora famosi in tutto il west, mentre El Diablo tenta di rientrare in possesso del suo carro.
Nel frattempo, Baleno e Faccia d'Angelo, due ex-soci di El Diablo, convinti che il bandito abbia depositato l'oro in banca, decidono di rapinarla costringendo Ciccio e Franco a prender parte al "colpo". Presa l'intera cassaforte, però, essi la trovano vuota. Accusati di nascondere il "malloppo", soli contro Baleno, Faccia d'Angelo e El Diablo, Ciccio e Franco rischiano la vita. Ancora una volta, in loro soccorso arrivano i soldati: Baleno e Faccia d'Angelo fuggono, El Diablo si arrende. Mentre l'oro torna al reggimento, Ciccio e Franco riscuotono la taglia posta sul capo del bandito.

## Curiosità
- Si tratta di una delle numerose parodie del duo comico. La canzone Ciccio perdona... Io no è interpretata dagli stessi Ciccio e Franco con il coro I Cantori Moderni di Alessandroni.